# Nanclars
Nanclars ist eine französische Gemeinde mit 210 Einwohnern (Stand 1. Januar 2022) im Département Charente in der Region Nouvelle-Aquitaine (vor 2016 Poitou-Charentes); sie gehört zum Arrondissement Confolens (bis 2017 Angoulême) und zum Kanton Boixe-et-Manslois. Die Einwohner werden Nanclardois genannt.

## Geographie
Nanclars liegt etwa 22 Kilometer nordnordöstlich von Angoulême. Umgeben wird Nanclars von den Nachbargemeinden Puyréaux im Norden, Saint-Ciers-sur-Bonnieure im Nordosten und Osten, Val-de-Bonnieure im Osten und Südosten, Aussac-Vadalle im Süden und Westen sowie Maine-de-Boixe im Westen.

## Bevölkerungsentwicklung
| 1962                       | 1968 | 1975 | 1982 | 1990 | 1999 | 2006 | 2019 |
| -------------------------- | ---- | ---- | ---- | ---- | ---- | ---- | ---- |
| 209                        | 204  | 186  | 194  | 201  | 200  | 205  | 207  |
| Quellen: Cassini und INSEE |      |      |      |      |      |      |      |

## Sehenswürdigkeiten
- Kirche Saint-Michel aus dem 12. Jahrhundert, Monument historique seit 1920
- zwei ehemalige Waschhäuser (Lavoirs)

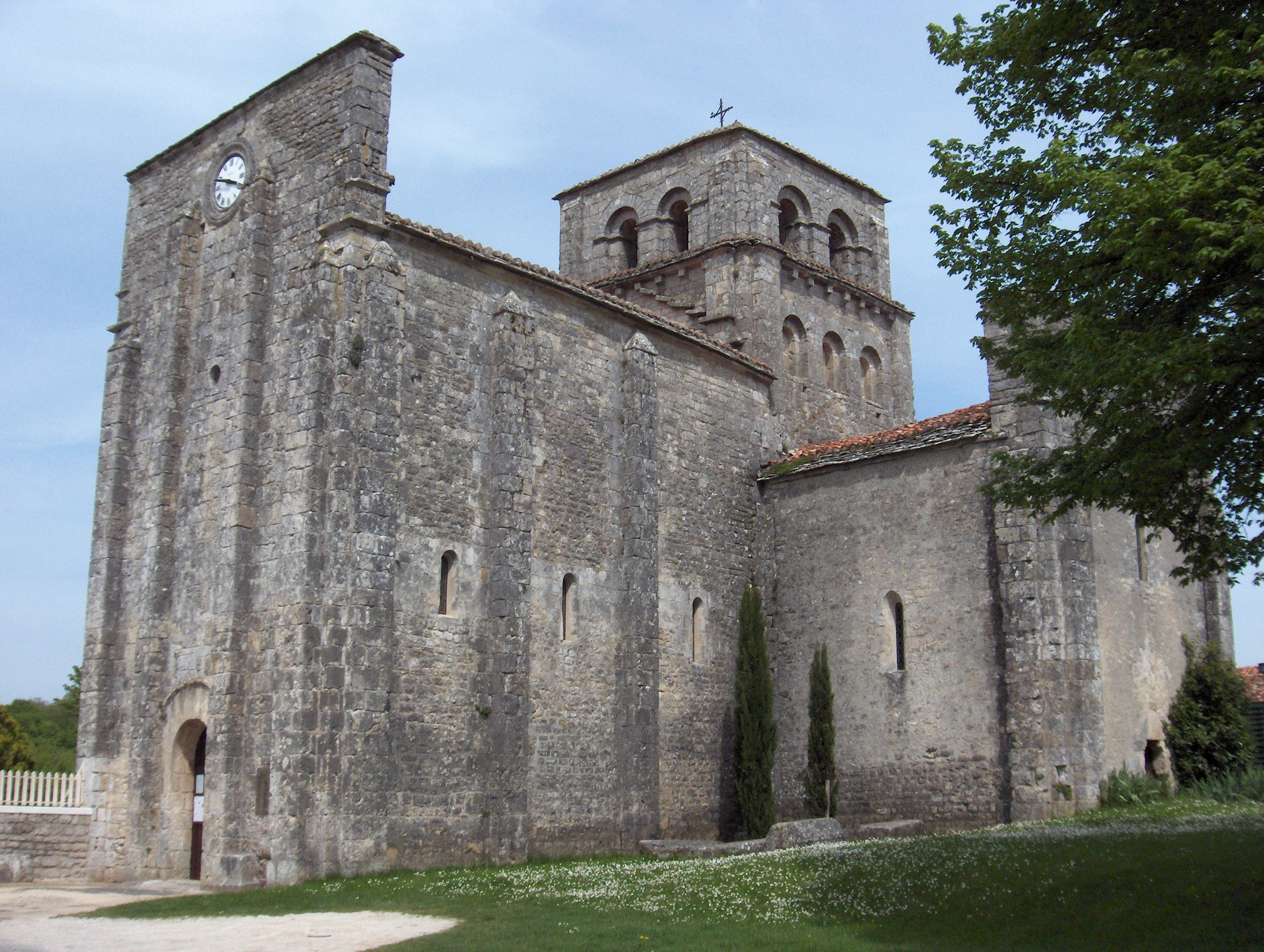
Kirche Saint-Michel
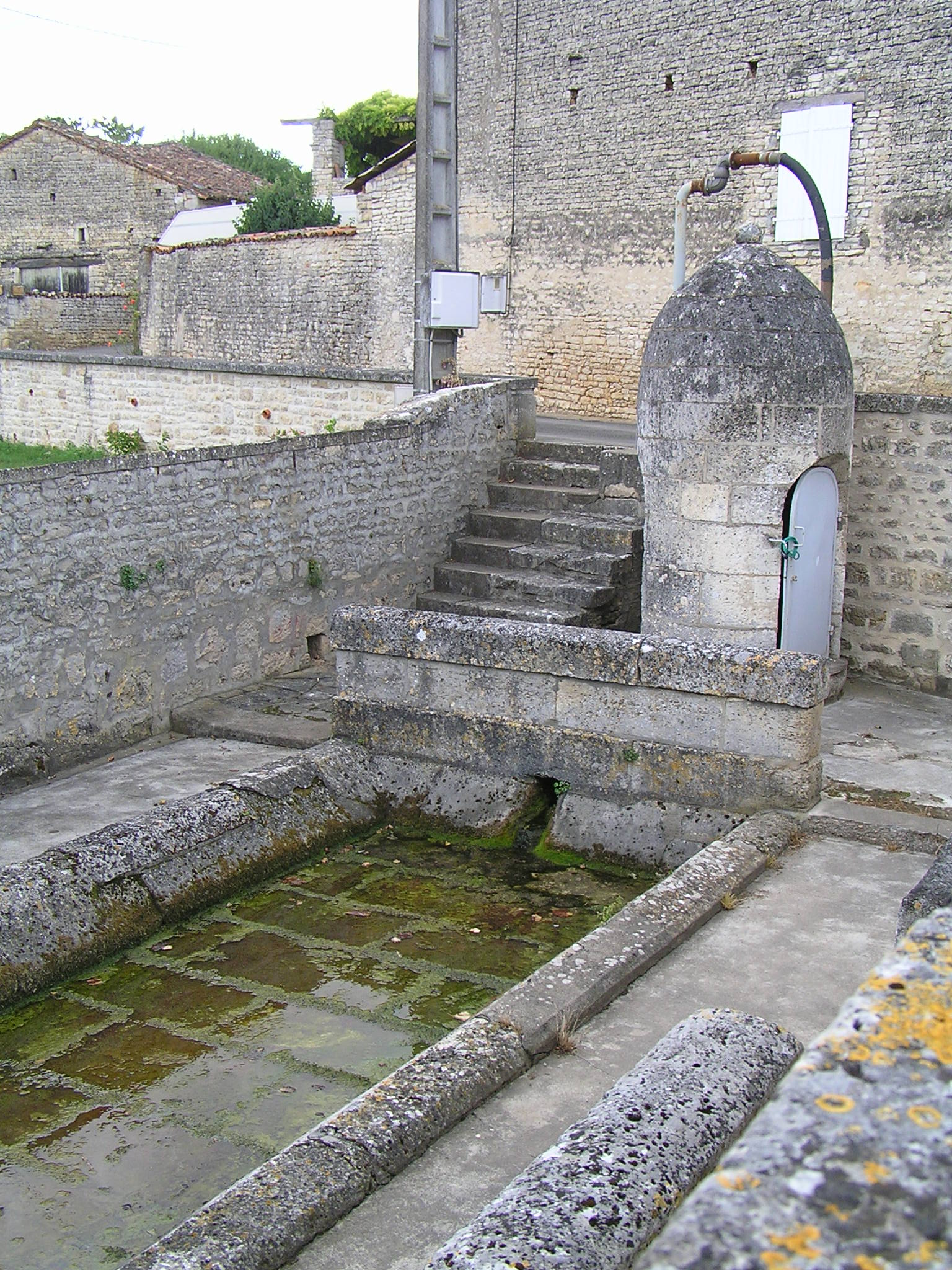
Lavoir
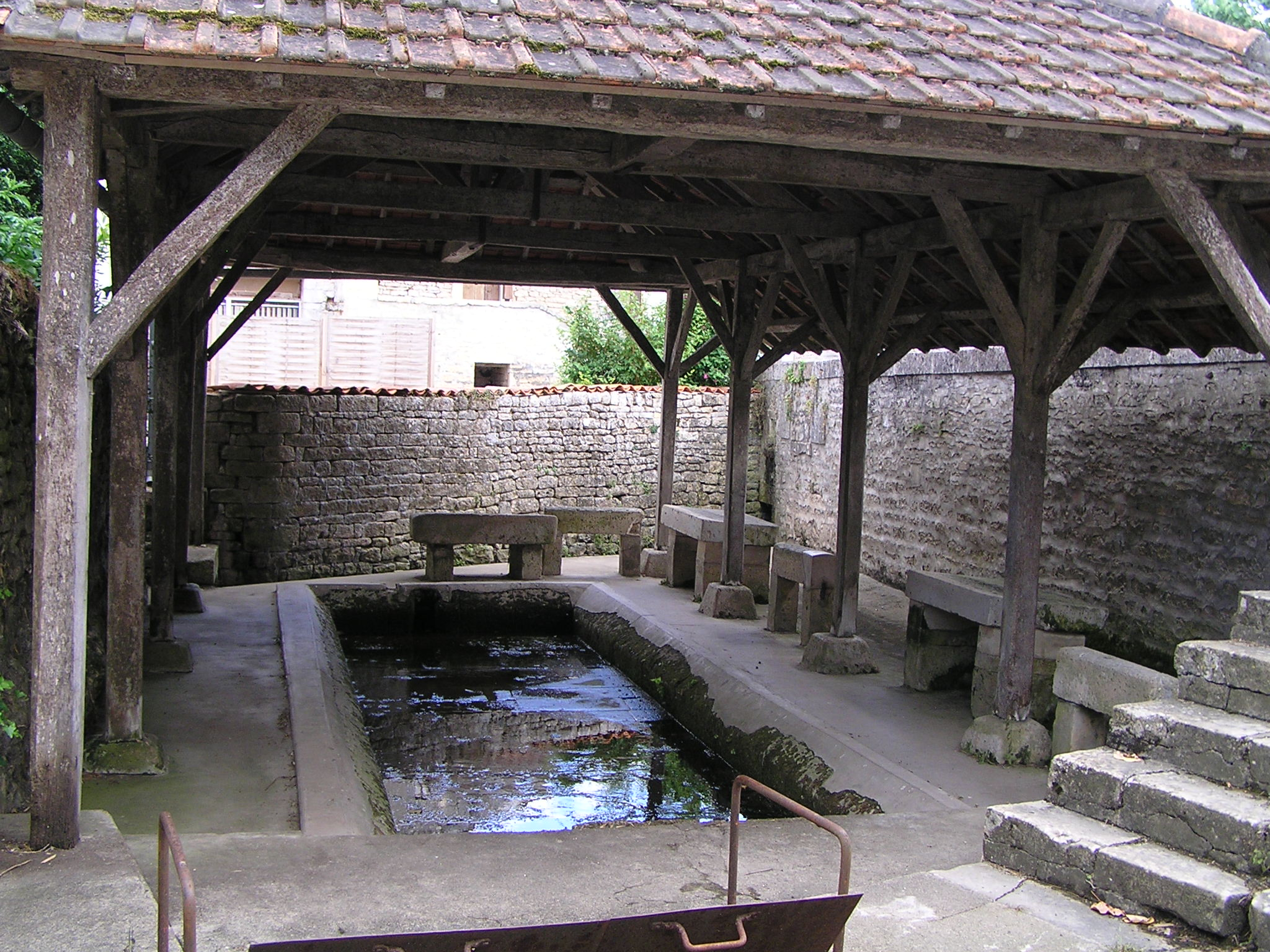
Lavoir